# Clinton Davisson
Clinton Joseph Davisson (22.10.1881 – 1.2.1958), là nhà vật lý người Mỹ đã đoạt Giải Nobel Vật lý năm 1937 cho công trình phát hiện nhiễu xạ điện tử Davisson được trao giải Nobel này chung với George Paget Thomson, người cũng phát hiện ra nhiễu xạ điện tử cách độc lập vào khoảng cùng thời điểm như Davisson.

## Tiểu sử

### Thời trẻ
Davisson sinh tại Bloomington, Illinois. Ông tốt nghiệp trung học ở trường "Bloomington High School" năm 1902, sau đó được một học bổng vào học ở Đại học Chicago. Do sự tiến cử của Robert A. Millikan, năm 1905 Davisson được Đại học Princeton thuê làm trợ giáo (instructor) môn Vật lý học. Ông đậu bằng cử nhân khoa học ở Đại học Chicago năm 1908, chủ yếu bằng cách học trong các mùa hè. Khi dạy ở Đại học Princeton, ông làm luận án tiến sĩ dưới sự hướng dẫn của Owen Willans Richardson và đậu bằng tiến sĩ vật lý ở Đại học Princeton năm 1911.

### Sự nghiệp
Davisson sau đó được bổ nhiệm làm giáo sư phụ tá ở Học viện Công nghệ Carnegie. Năm 1917 ông xin nghỉ phép ở Học viện này để nghiên cứu một số công trình liên quan tới chiến tranh ở Ban Khoa học Kỹ thuật của Western Electric Company (Công ty Điện miền Tây, sau này là Bell Labs). Khi chiến tranh chấm dứt, Davisson chấp nhận một vịệc làm thường trực tại Công ty Western Electric sau khi nhận được các bảo đảm quyền tự do làm nghiên cứu cơ bản của mình ở đây. Ông nhận thấy rằng trách nhiệm giảng dạy tại Học viện Công nghệ Carnegie của mình đã cản trở ông làm ciệc nghiên cứu. Davisson vẫn làm việc ở Công ty Western Electric (và Bell Labs) cho tới khi nghỉ hưu năm 1946. Sau đó ông nhận làm giáo sư nghiên cứu ở Đại học Virginia cho tới khi nghỉ hưu lần thứ hai năm 1954.
Nhiễu xạ điện tử và Thí nghiệm Davisson-Germer
Nhiễu xạ là một hiệu ứng đặc trưng khi một bước sóng gắn liền kẽ hở hoặc một diffraction grating, và kết hợp chặt chẽ với mục đích của chính chuyển động sóng đó. Trong thế kỷ 19, nhiễu xạ đã có đối với ánh sáng và những gợn sóng trên bề mặt của chất lỏng. Năm 1927, khi làm việc cho Bell Labs, Davisson và Lester Germer thực hiện một thí nghiệm cho thấy rằng các điện tử đã nhiễu xạ trên bề mặt của một tinh thể kền. Thí nghiệm Davisson-Germer nổi tiếng này đã xác nhận giả thuyết de Broglie rằng các hạt của vật chất có bản chất giống sóng, đó là một nguyên lý chính của cơ học lượng tử. Đặc biệt, sự quan sát nhiễu xạ của họ đã cho phép việc đo lường đầu tiên một bước sóng cho các điện tử. Bước sóng đo được {\displaystyle \lambda } phù hợp với phương trình của Broglie {\displaystyle \lambda =h/p}, trong đó {\displaystyle h} là hằng số Planck và {\displaystyle p} là động lượng của điện tử.

## Giải thưởng và Vinh dự
- 1928 Giải Vật lý Comstock của Viện hàn lâm Khoa học quốc gia Hoa Kỳ
- 1931 Huy chương Elliott Cresson của Viện Franklin
- 1935 Huy chương Hughes của Hội hoàng gia Luân Đôn
- Giải Nobel Vật lý (chung với George Paget Thomson)
- Tiến sĩ danh dự của Đại học Purdue, Đại học Princeton, Đại học Lyon và Colby College.
- Hố Davisson trên Mặt trăng được đặt theo tên ông.

### Đời tư
Ông kết hôn với Charlotte, em gái của Richardson năm 1911.. Họ có bốn người con, trong đó có nhà vật lý Richard Davisson.